# Tornau (Lützen)

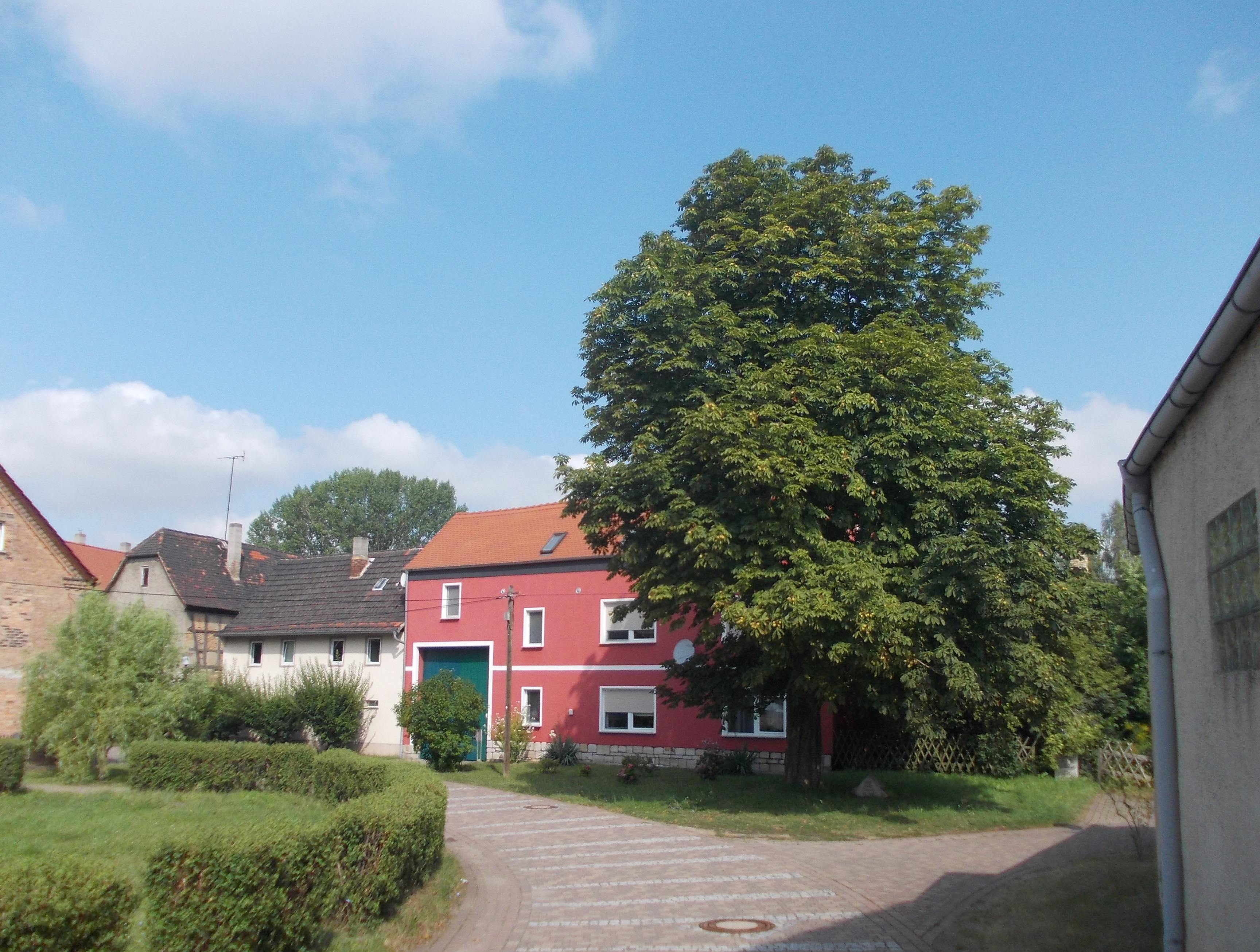
In Tornau

Tornau ist eine zum Ortsteil Muschwitz  der Stadt Lützen im Burgenlandkreis in Sachsen-Anhalt gehörige Ortschaft.

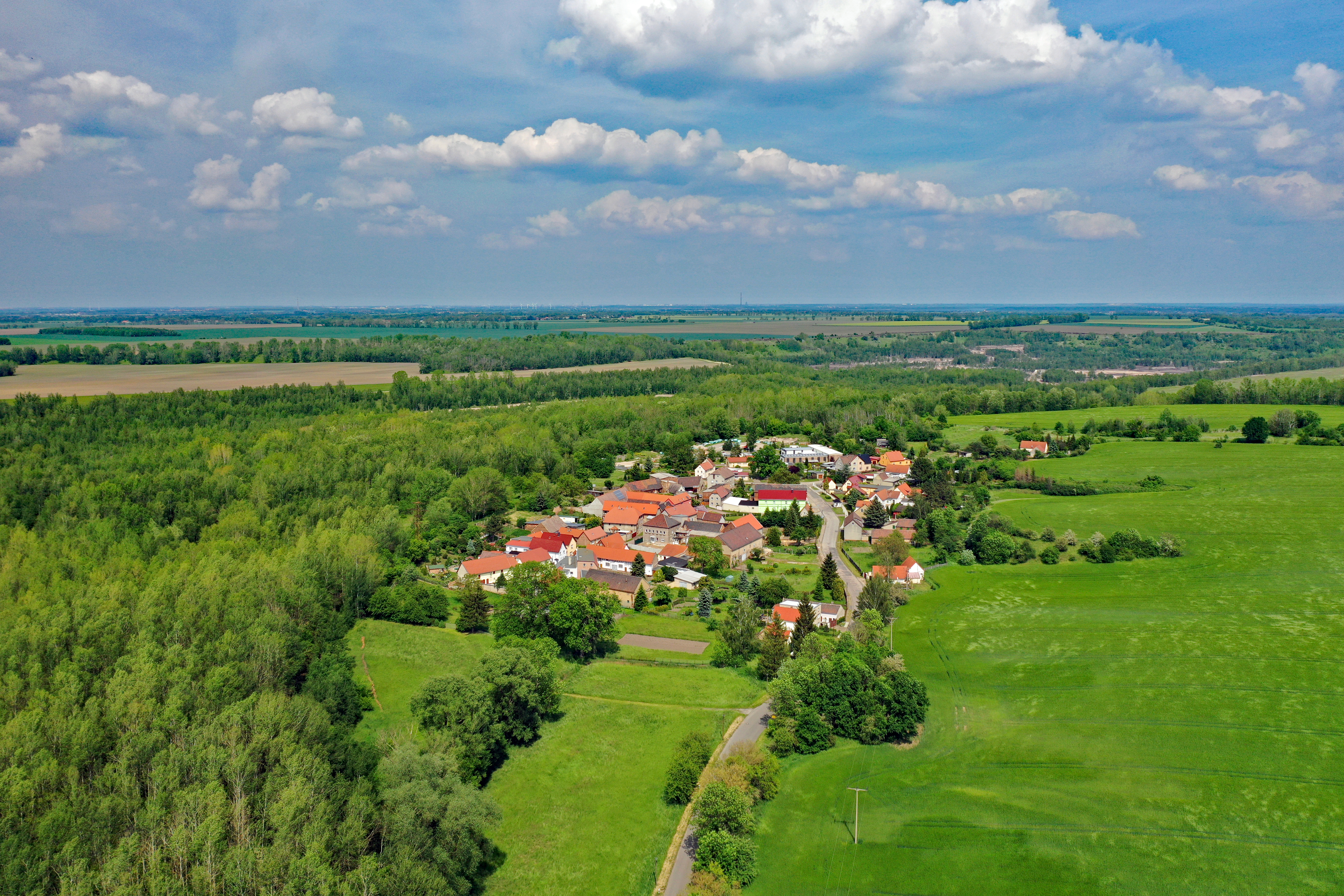
Luftbild

## Geografie
Tornau liegt südöstlich von Lützen zwischen Leipzig und Weißenfels sowie zwischen den Tagebaugebieten von Zwenkau und Profen. Umgeben ist die Ortschaft von umfangreichen landwirtschaftlichen Nutzflächen. Südwestlich des Ortes fließt der Grünebach vorbei.
Söhesten liegt nordwestlich von Tornau. 
Nördlich von Tornau führt die A 38 vorbei.

## Geschichte
Tornau gehörte bis 1806 zum Kurfürstentum Sachsen und bis 1815 zum Königreich Sachsen. Der Ort unterstand dem hochstift-merseburgischen Amt Lützen, das seit 1561 unter kursächsischer Hoheit stand und zwischen 1656/57 und 1738 zum Sekundogenitur-Fürstentum Sachsen-Merseburg gehörte.
1713 wurde die gesamte Dorfflur von Tornau vermessen und kartiert. Das entsprechende Flurbuch ist noch vorhanden.
Durch die Beschlüsse des Wiener Kongresses kam Tornau mit dem Westteil des Amts Lützen im Jahre 1815 an das Königreich Preußen. Der Ort wurde 1816 dem Regierungsbezirk Merseburg der Provinz Sachsen zugeteilt. Tornau gehörte zum Kreis Merseburg.
Bei der ersten Kreisreform in der DDR wurde Tornau am 1. Juli 1950 in den Kreis Weißenfels umgegliedert und gleichzeitig in Muschwitz eingemeindet.
Am 1. Januar 2010 schlossen sich die bis dahin selbstständigen Gemeinden Muschwitz, Großgörschen, Poserna, Rippach und Starsiedel mit der Stadt Lützen zur neuen Stadt Lützen zusammen.
Durch die geplante Erweiterung des Braunkohlentagebaus Profen ist auch ein Abbau bei Tornau und Wuschlaub beabsichtigt. Ein Zeitpunkt dafür steht aber noch nicht fest.

## Sehenswürdigkeiten
- Gedenkstätte Tornau
- Monarchenhügel bei Großgörschen